# Marcin Kurek

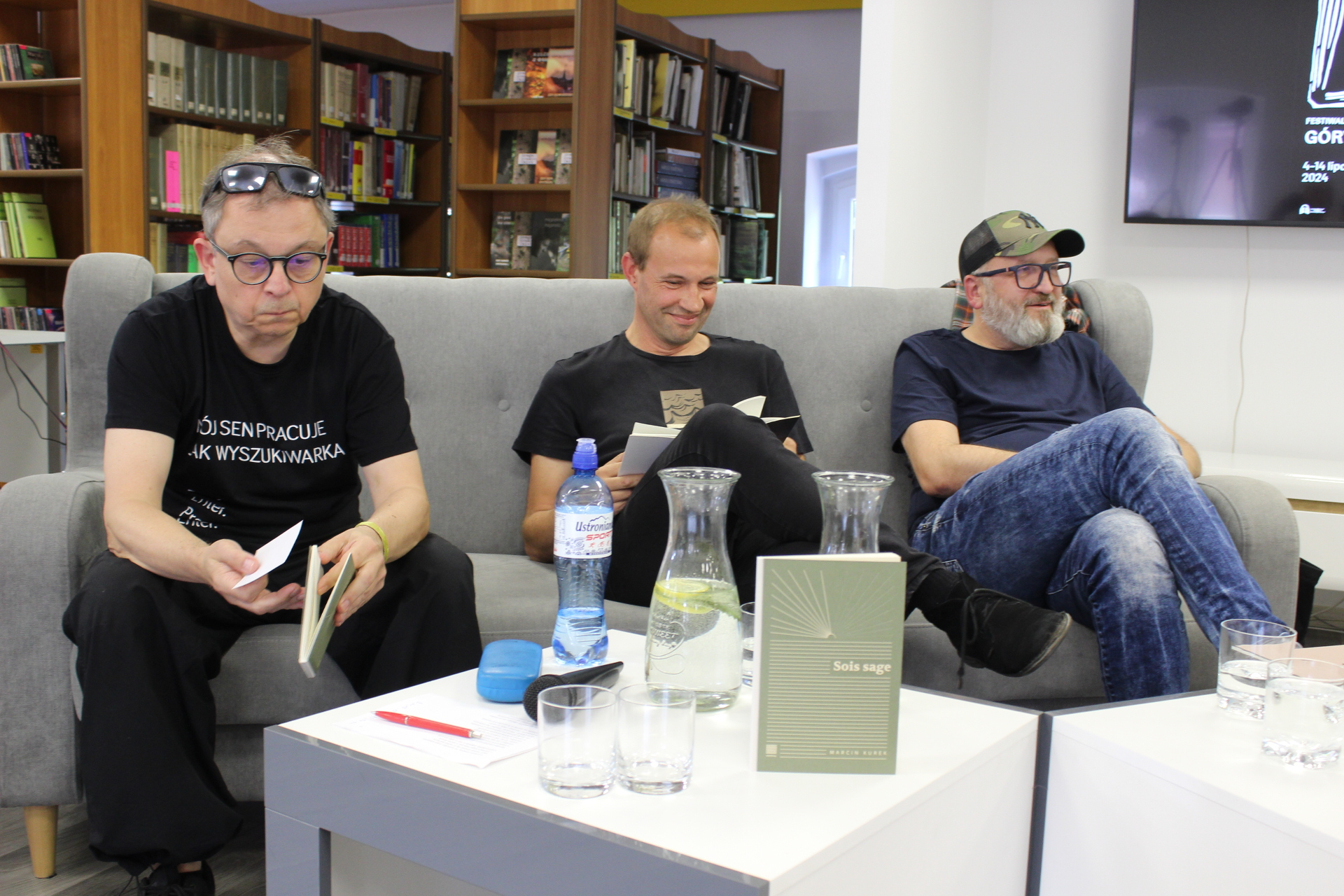
Marcin Kurek, Bartłomiej Majzel, Mariusz Grzebalski

Marcin Maciej Kurek (ur. 12 czerwca 1970 w Świebodzinie) – polski iberysta, profesor nadzwyczajny Uniwersytetu Wrocławskiego, historyk literatury hispanoamerykańskiej, nauczyciel akademicki; tłumacz, krytyk literacki, poeta.
Debiutował w 1997 arkuszem Monolog wieczorny. W 2010 za poemat Oleander (2010) otrzymał Nagrodę Fundacji im. Kościelskich, w 2011 był nominowany do Wrocławskiej Nagrody Poetyckiej „Silesius” w kategorii „Debiut roku”. Przekładał m.in. utwory Francisa Ponge’a, Arthura Rimbauda, Abdelkebira Khatibi, Luisa Buñuela, Davida Huerty, Juana Gelmana. Za tłumaczenie 62 wierszy Joana Brossy otrzymał Nagrodę „Literatury na Świecie” (2006) a za przekład Pieśni duchowej św. Jana od Krzyża wyróżnienie Feniks (2018).
Jego sztuka „Rozrzucone” była czytana 9 maja 2016 w Teatrze Polskim we Wrocławiu w reżyserii Aleksandry Jakubczak.
Na Uniwersytecie Wrocławskim prowadzi zajęcia z literatury hispanoamerykańskiej, przekładów i twórczego pisania. Jest felietonistą „Magazynu Wrocław”, lokalnego dodatku dziennika „Gazeta Wyborcza”. Mieszka we Wrocławiu.

## Twórczość
Poezja
- Monolog wieczorny (Wrocław 1997)
- Oleander (Warszawa 2010)
  - wydanie czeskie: Oleandr, tł. Jaroslav Šubrt, Triáda, Praha 2014
  - wydanie hiszpańskie: El Sur, tł. Amelia Serraller, Bartleby, Madrid 2015
- Sois sage (Wrocław 2023)

Przekłady
- Joan Brossa, 62 wiersze (Kraków 2006)
- Emmanuel Hocquard, Warunki oświetlenia (Gdańsk 2009)
- Pablo García Casado, Pieniądze (Gdańsk 2011)
- Juan Gelman, Wiersze wybrane (Kraków 2013), współautor
- Pablo García Casado, Peryferie (Wrocław 2014)
- Joachim Lelewel, Historyczna paralela Hiszpanii z Polską (Poznań 2015)
- Paula Bozalongo, Śnić to odgadywać przeszłość (Gdańsk 2016)
- święty Jan od Krzyża, Pieśń duchowa (Kraków 2017), współautor
- Federico García Lorca, Wiersze i wykłady (Wrocław 2019), współautor i autor wyboru
- święty Jan od Krzyża, Żywy płomień miłości (Kraków 2024), współautor

Inne
- Powieść totalna. Wokół narracyjnych teorii Ernesta Sábato i Maria Vargasa Llosy (Wrocław 2003)
- Poezja przyziemna. Doświadczenie codzienności w liryce Joana Brossy (Gdańsk 2014)
  - wydanie hiszpańskie: Poesía rasa. La experiencia de lo cotidiano en la lírica de Joan Brossa, tł. Justyna Nowicka i Amelia Serraller, Visor, Madrid 2017